# Cisai-Saint-Aubin
Cisai-Saint-Aubin és un municipi francès situat al departament de l'Orne i a la regió de Normandia. L'any 2007 tenia 190 habitants.

## Demografia

### Població
El 2007 la població de fet de Cisai-Saint-Aubin era de 190 persones. Hi havia 76 famílies de les quals 24 eren unipersonals (16 homes vivint sols i 8 dones vivint soles), 20 parelles sense fills, 28 parelles amb fills i 4 famílies monoparentals amb fills.
La població ha evolucionat segons el següent gràfic:
Habitants censats

### Habitatges
El 2007 hi havia 115 habitatges, 80 eren l'habitatge principal de la família, 28 eren segones residències i 6 estaven desocupats. 110 eren cases i 1 era un apartament. Dels 80 habitatges principals, 64 estaven ocupats pels seus propietaris, 14 estaven llogats i ocupats pels llogaters i 2 estaven cedits a títol gratuït; 2 tenien una cambra, 1 en tenia dues, 11 en tenien tres, 21 en tenien quatre i 45 en tenien cinc o més. 50 habitatges disposaven pel capbaix d'una plaça de pàrquing. A 38 habitatges hi havia un automòbil i a 41 n'hi havia dos o més.

### Piràmide de població
La piràmide de població per edats i sexe el 2009 era:
| Homes | Edats   | Dones |
| ----- | ------- | ----- |
| 0     | 95 o +  | 0     |
| 0     | 90 a 94 | 0     |
| 0     | 85 a 89 | 0     |
| 0     | 80 a 84 | 4     |
| 8     | 75 a 79 | 0     |
| 8     | 70 a 74 | 0     |
| 4     | 65 a 69 | 8     |
| 8     | 60 a 64 | 4     |
| 8     | 55 a 59 | 8     |
| 12    | 50 a 54 | 8     |
| 4     | 45 a 49 | 8     |
| 4     | 40 a 44 | 4     |
| 8     | 35 a 39 | 12    |
| 0     | 30 a 34 | 4     |
| 8     | 25 a 29 | 0     |
| 4     | 20 a 24 | 0     |
| 20    | 15 a 19 | 4     |
| 12    | 10 a 14 | 12    |
| 8     | 5 a 9   | 8     |
| 12    | 0 a 4   | 4     |

## Economia
El 2007 la població en edat de treballar era de 130 persones, 82 eren actives i 48 eren inactives. De les 82 persones actives 76 estaven ocupades (44 homes i 32 dones) i 6 estaven aturades (3 homes i 3 dones). De les 48 persones inactives 17 estaven jubilades, 14 estaven estudiant i 17 estaven classificades com a «altres inactius».

### Ingressos
El 2009 a Cisai-Saint-Aubin hi havia 82 unitats fiscals que integraven 193,5 persones, la mediana anual d'ingressos fiscals per persona era de 15.085 €.

### Activitats econòmiques
Dels 5 establiments que hi havia el 2007, 2 eren d'empreses de construcció, 1 d'una empresa de comerç i reparació d'automòbils, 1 d'una empresa d'hostatgeria i restauració i 1 d'una empresa de serveis.
L'únic servei als particulars que hi havia el 2009 era una lampisteria.
L'any 2000 a Cisai-Saint-Aubin hi havia 13 explotacions agrícoles que ocupaven un total de 336 hectàrees.

## Poblacions més properes
El següent diagrama mostra les poblacions més properes.